# Шень Децзянь
Шень Децзянь (кит.: 沈德潜; 1673–1769) — державний діяч, поет, літературний критик часів династії Цін.

## Життєпис
Походив з незаможної родини вчених та вчителів. Народився 1673 року в Сучжоу (провінція Цзянсу), отримавши ім'я Цюеши. У ранньому віці виявив інтерес до поезії: у 6 років він вражав свого діда знанням рим.
Втім в подальшому зустрів перепони при складанні іспитів. Лише у 1736 році, з 17-ї спроби у віці 66 років, склав провінційний іспит та отримав звання цзюйжень і лише з 5 спроби склав імператорський іспит, отримавши вищу вчену ступінь цзіньши. За цим став членом академії Ханлінь. Невдовзі він домігся розташування імператора Хунлі. Дослужився до заступника Міністра церемонії. Пішов у відставку 1749 року.
Помер 1769 року, отримавши посмертний титул Вень-цюе (Вірний у віршуванні). Втім у 1779 році за колись написану ним передмову до віршів Сю Шугуея, у яких ніби то містилися випади проти правлячої династії, він був позбавлений почесного титулу, а його ім'я видалили із Зали найславетніших осіб країни.

## Творчість
Значний вплив на нього мали вчителі Є Се і Ван Шичжень. Шень Децянь сформулював свою поетичну теорію, підкреслюючи чотири основні елементи: зміст (宗旨), форму (體裁), тон (音節) і духовний резонанс (神韻).
Складав вірші під псевдонімом Гуйюй. Є автором «Збірки віршів та прози Гуйюя» (Гуй-юй ши вень чао, 1767 рік) та антології ранньоцінської поезії «Правляча династія». До обидвох передумову написав імператор Хунлі.
Також склав антології періодів до Цін: «Гуши юань» («Джерело давньої поезії», 1719 рік — 110 віршів поетів до періоду Тан), «Тагши бецай» («Танські вірші у власному відборі», 1717 рік, доповнено у 1757 році — загалом антологія мала 796 віршів 269 поетів), «Мінши бецай» («Мінські вірші у власному відборі» у 12 цзюанях, складено 1739 року спільно з Чжоу Чжунєм, мала 1013 віршів 340 поетів). У відборі творів використав «Збірку віршів юе-фу» Ге Маоцяня та «Збірки віршів» Сяо Туна. В своїх антологіях Шень Децзянь не лише наводить вірші, а аналізує стилі та майстерність авторів, висловлює свої погляди на поезію, сперечається з опонентами, критикує їх. Усі антології добре віддзеркалюють історію танської, мінської й ранньоцінської поезії.